# Гитаприя
Гитаприя, урождённый Лакшман Рао Мохите (канн. ಲಕ್ಷ್ಮಣರಾವ್ ಮೋಹಿತೆ, англ. Lakshman Rao Mohite; 15 июня 1932, Бангалор, Британская Индия, Британская империя — 17 января 2016, Бангалор, Индия) — индийский кинорежиссёр
 и поэт-песенник, работавший в индустрии кино на каннада. Снял около 30 фильмов и написал свыше 250 песен. Его дебютный фильм был удостоен Национальной кинопремии Индии.

## Биография
Поэт появился на свет под именем Лакшман Рао Мохите 15 июня 1932 года. Его отец служил в кавалерийском полку войск Майсура, который дислоцировался в Бангалоре. Родным языком его матери был маратхи. В детстве на мальчика оказал сильное влияние поэт П. Т. Нарасимхачар, живший неподалёку от семьи Мохите, и его поэзия. Ещё в средней школе он начал писать стихи и короткие рассказы и посылать их в различные журналы.
В студенческие годы Гитаприя познакомился с будущими композитором Виджая Бхаскаром и режиссёром М. Б. Сингхом, вместе с которыми он был занят в театральных постановках. После учёбы, чтобы помочь семье материально, он устроился на работу в ресторан за 35 рупий в месяц. Но Виджая Бхаскар настойчиво зазывал его присоединиться к киноиндустрии вместе с ними, обещая оплату в 40 рупий, и Гитаприя в итоге согласился.
Он дебютировал в кино как поэт-песенник, написав тексты двух песен для фильма Sri Rama Pooja (1955).
Как и многие кинематографисты того времени, Гитаприя переехал в Мадрас, где помимо песен начал писать также диалоги для фильмов.
Здесь он познакомился со звездой кинематографа на каннада Раджкумаром, который, услышав однажды придуманный им сюжет, предложил Гитаприи снять фильм с собой в главной роли.
Будущему режиссёру потребовался год, чтобы закончить сценарий, а затем ещё некоторое время ушло, чтобы достать деньги на производство.
В итоге, Mannina Maga вышел на экраны в 1968 году. Прокат длился больше 100 дней. Картина также завоевала Национальную кинопремию за лучший фильм на каннада, и Кинопремию штата Карнатака за лучший сценарий.
Его следующим фильмом стал Kadina Rahasya (1969), первый фильм о Тарзане на каннада.
Среди других режиссёрских работ Гитаприи — фильмы Yaava Janmada Maithri (1972), Beluvalada Madilalli (1975), Besuge (1976), Hombisilu (1978), Putani Agent 123 (1979) и Mouna Geethe (1985). Всего режиссёр снял 31 киноленту, включая три на языке тулу и Anmol Sitaare на хинди.
Его последний фильм Shravana Sambhrama вышел в 2003 году.
За свой вклад в кинематограф на языке каннада режиссёр был награждён Puttanna Kanagal Award,
Sandesha Award
и Saroja Devi Award.